# Pepe Danquart

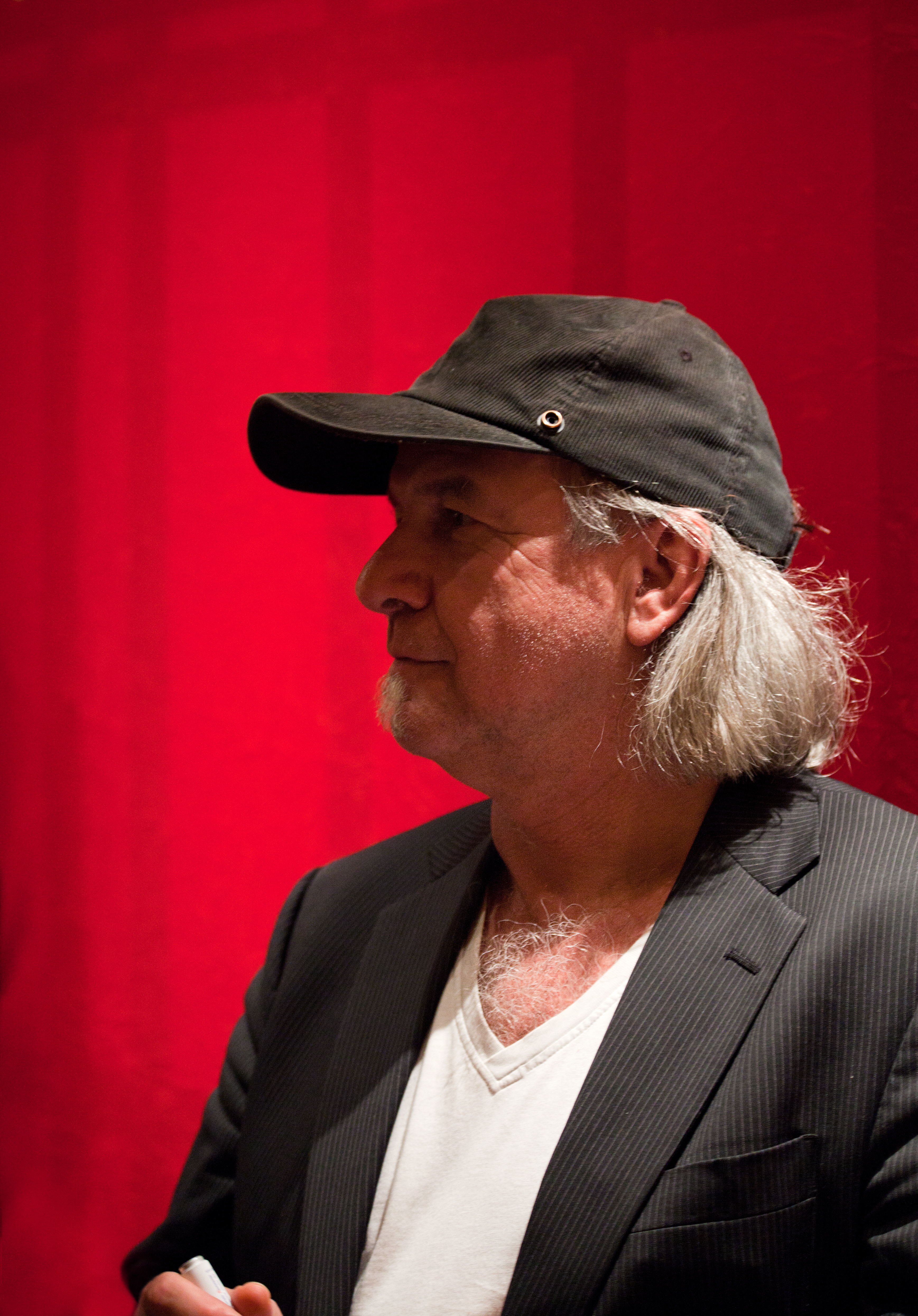
Pepe Danquart im Mai 2011 nach der Vorstellung seines Films Joschka und Herr Fischer im Abaton Kino Hamburg

Pepe Danquart (* 1. März 1955 in Singen) ist ein deutscher Filmemacher und Oscar-Preisträger.

## Leben
Danquart studierte von 1975 bis 1981 an der Universität Freiburg Kommunikationswissenschaften und war 1977 Mitbegründer des dortigen Kollektivs der Medienwerkstatt. Von 1984 bis 1986 unterrichtete er an der Deutschen Film- und Fernsehakademie in Berlin und seit 2008 an der Hochschule für bildende Künste Hamburg.
Danquarts Fokus liegt auf Kurz- und Dokumentarfilmen, die prägnant und exemplarisch den Zustand der deutschen Gesellschaft widerspiegeln sollen. Er erhielt 1994 für Schwarzfahrer den Oscar für den besten Kurzfilm. Mit Heimspiel, Höllentour und Am Limit drehte er drei Sport-Dokumentationen über den Eishockey-Verein Eisbären Berlin, die Tour de France sowie die Kletterer Thomas und Alexander Huber, die sich besonders den Hintergründen des Sportgeschehens widmen. Sein Dokumentarfilm Joschka und Herr Fischer (2011) betrachtet das politische Wirken von Joschka Fischer, Daniel Richter (2022) porträtiert den Maler Daniel Richter.
Danquart realisiert die meisten seiner Filme mit Mirjam Quinte, mit der er die Produktionsgesellschaft quintefilm gründete. Sein Zwillingsbruder Didi Danquart ist Theater- und ebenfalls Filmregisseur sowie Drehbuchautor.

## Filmografie
- 1980: Passt bloß auf!
- 1981: Nachrichten über eine Veränderung
- 1982: Malfunction
- 1983: Die lange Hoffnung
- 1984: Ein Wort kann eine Karikatur sein – Friede
- 1986: Geisterfahrer
- 1986: Wackersdorf – Eine Reflexion
- 1987: Schatila
- 1988: Die neue Kunst des Strafens
- 1991: Daedalus (Regie und Drehbuch)
- 1993: Schwarzfahrer (Regie und Drehbuch)
- 1994: Phoolan Devi – Rebellion einer Banditin (Phoolan Devi)
- 1997: Nach Saison
- 1997: Das 7. Jahr – Ansichten zur Lage der Nation (TV) (Folge Der Straßenfeger)
- 1998: Playboys
- 2000: Heimspiel (Regie und Drehbuch)
- 2001: Mörderinnen (TV)
- 2002: Semana Santa – Die Bruderschaft des Todes (Semana Santa)
- 2003: Herr Lehmann (Schauspieler)
- 2004: Höllentour (Regie und Drehbuch)
- 2004: Basta – Rotwein oder Totsein (C(r)ook)
- 2005: Workingman’s Death (Schauspieler)
- 2007: Am Limit (Regie und Drehbuch)
- 2011: Joschka und Herr Fischer (Regie und Drehbuch)
- 2013: Lauf Junge lauf
- 2017: Auf der anderen Seite ist das Gras viel grüner
- 2020: Vor mir der Süden, Kino-Dokumentarfilm, Deutschland 2020; 115 Minuten[1]
- 2023: Daniel Richter (Dokumentarfilm)

## Auszeichnungen
- 1994: Oscar in der Kategorie bester Kurzfilm für Schwarzfahrer
- 2000: Deutscher Filmpreis für Heimspiel
- 2004: Preis der deutschen Filmkritik für den besten Schnitt für Basta – Rotwein oder Totsein
- 2007: Bayerischer Filmpreis (Sparte Dokumentarfilm) für Am Limit
- 2007: Deutscher Filmpreis als bester Dokumentarfilm für Workingman’s Death
- 2012: Verdienstorden des Landes Baden-Württemberg
- 2014: Deutscher Regiepreis Metropolis in der Kategorie Kinder- und Jugendfilm für Lauf Junge lauf